# NGC 1492
NGC 1492 é uma galáxia espiral (Sa) localizada na direcção da constelação de Eridanus. Possui uma declinação de -35° 26' 45" e uma ascensão recta de 3 horas, 58 minutos e 13,1 segundos.
A galáxia NGC 1492 foi descoberta em 28 de Novembro de 1837 por John Herschel.